# John Gilmore (Bürgerrechtler)

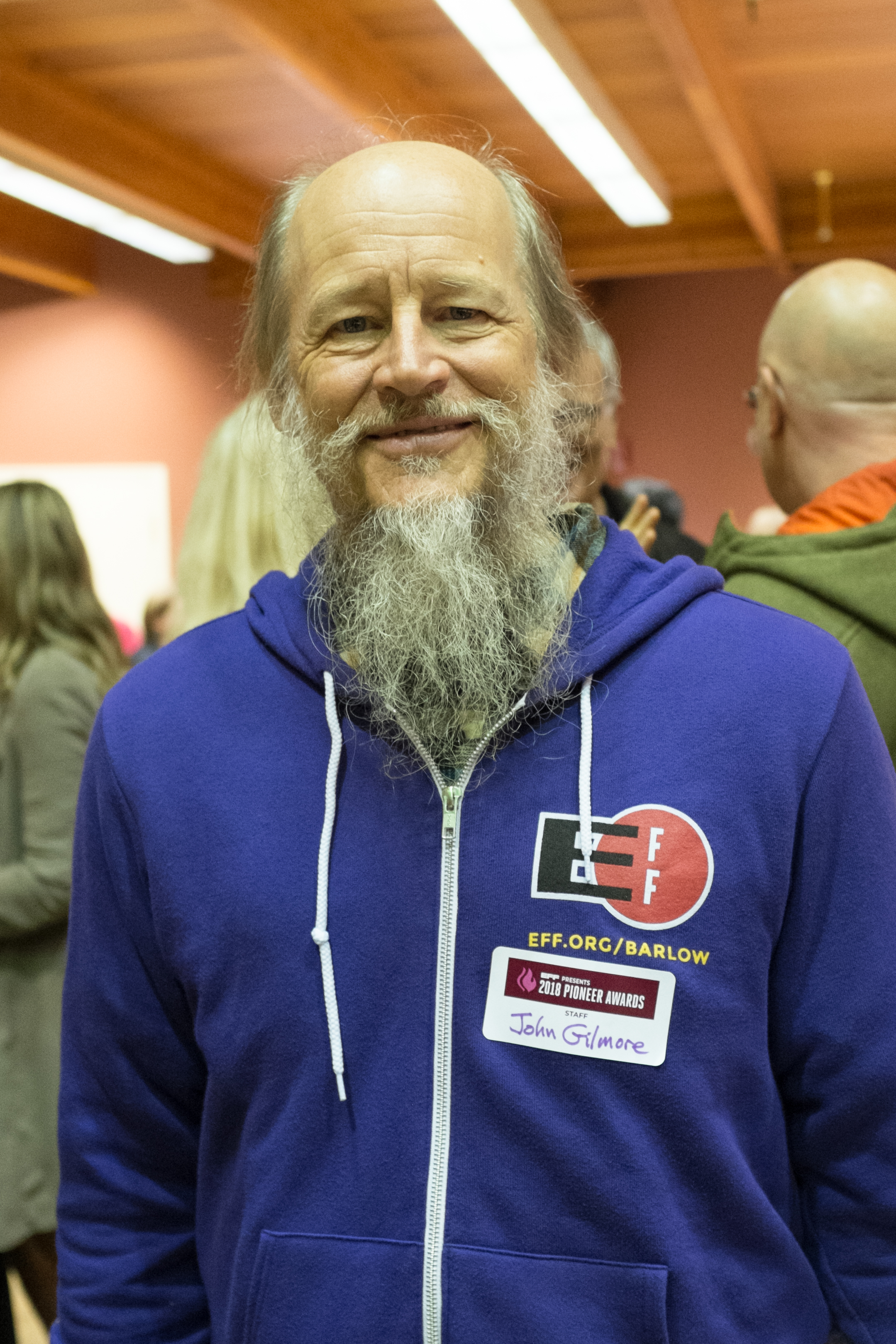
John Gilmore, 2018

John Gilmore (* 1955 in York, Pennsylvania) ist Mitbegründer der Bürgerrechtsorganisation Electronic Frontier Foundation, der „Cypherpunks“-Mailingliste sowie der später mit Red Hat fusionierten Software-Firma Cygnus Solutions. Gilmore ist ferner ein Hauptmitarbeiter des GNU-Projektes und Initiator der alt.*-Hierarchie im Usenet.
Gilmore ist Preisträger des von der Free Software Foundation verliehenen Free Software Awards für die Förderung freier Software (Advancement of Free Software) des Jahres 2009.

## Aktivitäten
Als der fünfte Angestellte von Sun Microsystems und Gründer von Cygnus Solutions wurde Gilmore Multimillionär. Er konnte sich daher frühzeitig zur Ruhe setzen und sich anderen Interessen widmen.
Gilmore ist sehr aktiv im Bereich der freien Software und Mitwirkender an zahlreichen GNU-Projekten. So war Gilmore Anfang der 1990er der Maintainer des GNU Debuggers und initiierte 1998 das GNU-Radio-Projekt. 2005 rief er das Gnash-Projekt ins Leben, um einen freien Software-Spieler für Flash-Inhalte zu entwickeln. Außerhalb des GNU-Projektes gründete Gilmore das (inzwischen eingestellte) FreeS/WAN-Projekt – eine freie Implementierung von IPsec, um die Verschlüsselung des Datenverkehrs im Internet zu fördern.
Als bekennender Vertreter des Libertarismus setzt sich Gilmore für das Recht auf Schusswaffenbesitz ebenso ein wie für die Legalisierung von Drogen und leistet zahlreichen dahingehend engagierten Organisationen finanzielle Unterstützung. Aufgrund der nach Gilmores Ansicht verfassungswidrigen Ausweispflicht an US-amerikanischen Flughäfen verklagte Gilmore seit 2002 unter anderem die Federal Aviation Administration und das Department of Justice.
Im Oktober 2021 gab die von Gilmore mitbegründete Electronic Frontier Foundation bekannt, dass dieser aus dem Vorstand entfernt wurde.

## Zitate
“We make free software affordable.”

“How many of you have broken no laws this month.”

“The Net treats censorship as a defect and routes around it.”